# Operation Eastern Condors
Operation Eastern Condors (Originaltitel: chinesisch 東方禿鷹 / 东方秃鹰, Pinyin Dōngfāng tūyīng, Jyutping Dung1fong1 tuk1jing1, kantonesisch Dung fong tuk ying, englisch Eastern Condors – „Kondor des Ostens“) ist ein 1987 gedrehter Actionfilm aus Hongkong. Die Hauptrolle in dem Film spielt Sammo Hung, welcher auch gleichzeitig Regie führte.

## Handlung
Der amerikanische Oberstleutnant Lam wird von seinen Vorgesetzten mit einer geheimen Mission beauftragt. Er soll in Vietnam eindringen und einen alten amerikanischen Raketenbunker zerstören, bevor der Vietcong die Waffen in die Hände bekommt. Zu diesem Zweck rekrutiert Lam Häftlinge aus den Gefängnissen von Saigon, welche von Tung Ming-Sung geführt werden sollen. Jedem Überlebenden winkt eine Belohnung in Form einer Begnadigung, einer US-Staatsbürgerschaft und 200.000 Dollar.
Nachdem sie in feindliches Territorium eingedrungen sind, treffen sie auf drei kambodschanische Rebellinnen, welche die Truppe um Ming-Sung unterstützen soll. Nach einigen Scharmützeln mit den Vietcongs wird die Truppe gefangen genommen und in einem Kriegsgefangenenlager gefoltert. Nach ihrer Flucht aus dem Lager finden die Soldaten heraus, dass eine der kambodschanischen Rebellinnen eine Verräterin ist und der Vietcong bereits auf den Fersen der Truppe ist.
Mit den Vietcong im Nacken erreicht die Truppe schließlich den Raketenbunker, kurze Zeit später trifft auch der Feind ein und es entbrennt ein harter Kampf. Ming-Sung und seine Männer müssen nicht nur gegen den Vietcong kämpfen, sondern auch gegen die Kambodschanerinnen, welche die Raketen für ihre Rebellenbewegung gewinnen wollen.
Schließlich gelingt es Ming-Sung und seinen verbliebenen Männern ihre Gegner zu besiegen und den Bunker zu zerstören.

## Auszeichnungen
Der Film war 1988 für drei Hong Kong Film Awards nominiert: Für die beste Action Choreographie, Bester Nachwuchsschauspieler für Ha Chi Chun und Beste Darstellerin in einer Nebenrolle für Joyce Godenzi. 2019 wurde der Film von der Boston Society of Film Critics mit der Sonderpreis in der Kategorie Best Rediscoveries (dt. etwa „Beste Wiederentdeckung“) ausgezeichnet.

## Trivia
- Gedreht wurde der Film auf den Philippinen und in Kanada.
- Sammo Hung nahm für den Film in drei Monaten 30 Pfund ab, da er seine übliche Statur für die Rolle eines Soldaten als ungeeignet empfand.
- Die Indizierung aus dem Jahr 1991 wurde im Februar 2016 aufgehoben.